# Oxyosmyles
- Commons
- Wikispecies

Oxyosmyles é um gênero de plantas pertencente à família Boraginaceae.